# Juhász Gyula (történész)
Juhász Gyula (Bia, 1930. szeptember 11. – Budapest, 1993. április 10.) magyar történész, a történelemtudomány kandidátusa (1963) és doktora (1978), a Magyar Tudományos Akadémia levelező (1985), majd rendes (1990) tagja. A második világháború és az azt közvetlenül megelőző korszak magyarországi politika-, diplomácia- és eszmetörténetének kutatója volt. Juhász Ferenc költő öccse.
| Juhász Gyula                              | Juhász Gyula                              |
| Kattints az alábbi külső linkek egyikére! | Kattints az alábbi külső linkek egyikére! |
| ----------------------------------------- | ----------------------------------------- |
| Nem található szabad kép.(?)              |                                           |
| külső link · jogvédett                    | Juhász Gyula fényképe                     |

## Életútja
A Váli utcai polgári iskola után az Eötvös József Gimnáziumban végezte középiskolai tanulmányait. 1948-tól 1950-ig a Diákszövetség budapesti bizottságában a káderosztály vezetői tisztségét töltötte be.[forrás?] 1949–1951-ben a Magyar Dolgozók Pártjának pártfőiskoláját, annak történelmi szakosítóját végezte el. 1951-ben belépett a Magyar Néphadseregbe, és 1955-ig századosi rangban a Sztálin (később Petőfi Sándor) Katonai és Politikai Akadémia történelem tanszékének vezetője volt. Ezzel párhuzamosan 1951–1953-ban a Budapesti Műszaki Egyetemen a párttörténet meghívott előadójaként oktatott. 1953-tól az MTA Történettudományi Intézetének levelező aspiránsa, 1955-től aspiránsa volt. Végül történettudósi ambíciói miatt 1956-ban a néphadseregtől leszerelt, s 1957-ben az Eötvös Loránd Tudományegyetem levelező tagozatán történelemtanári oklevelet szerzett. 1956 után belépett az újonnan megalakult Munkásőrségbe.
1958-tól tudományos segédmunkatársként, 1960-túl tudományos munkatársként, 1970-től főmunkatársként, majd tanácsadóként dolgozott a Történettudományi Intézetben. Ezzel párhuzamosan 1963-ban meghívták a budapesti Marx Károly Közgazdaságtudományi Egyetem nemzetközi szakára a diplomáciatörténet előadójának, ahol 1977-től egyetemi tanárként oktatott. 1985-ben a Történettudományi Intézetből általa szervezett Magyarságkutató Intézet élére került. Egy év igazgatói munka után, 1986-ban az Országos Széchényi Könyvtár főigazgatójává nevezték ki, s ezt a posztot egészen haláláig betöltötte. 1986-tól a Magyarok Világszövetségének elnökségi tagja, 1989-től haláláig társelnöke volt.

## Munkássága
Fő szakterületei a két világháború közötti és a második világháború alatti Magyarország politika- és eszmetörténetének kutatása, valamint a magyar diplomáciatörténet volt. Vizsgálatai jelentősen hozzájárultak a második világháború alatti Magyarország külpolitikai helyzetének és lehetőségeinek tényszerű megítéléséhez. 1972–1985 között a Történelmi Szemle főszerkesztő-helyettese volt.

## Társasági tagságai és elismerései
Tudományos eredményei elismeréseként 1977-ben Akadémiai Díjat kapott, 1985-ben a Magyar Tudományos Akadémia levelező, 1990-ben rendes tagjai közé választották. 1990-től haláláig a II. (Filozófiai és Történettudományi) Osztály elnökhelyettese volt. 1967-től a Második Világháború Történetének Nemzetközi Bizottsága (International Committee for the History of the Second World War) magyar nemzeti bizottságának titkára, később elnöke volt, s ugyancsak elnökként irányította a Nemzetközi Dokumentációs Szövetség (International Committee for Documentation) magyar bizottságának munkáját.

## Főbb művei
- Magyarország és a második világháború: Titkos diplomáciai okmányok a háború előzményeihez és történetéhez, Budapest, Kossuth, 1959 (Ádám Magdával és Kerekes Lajossal).
- Magyarország külpolitikája a 2. világháború kitörésének időszakában, 1939-1940. Diplomáciai iratok Magyarország külpolitikájához, 1936-1945.  Budapest, Akadémiai Kiadó, 1962.
- A Teleki-kormány külpolitikája 1939–1941, Budapest, Akadémiai Kiadó, 1964.
- Magyarország nemzetközi kapcsolatainak története I.: 1918–1945, Budapest, Tankönyvkiadó, 1965.
- Magyarország külpolitikája 1919–1945, Budapest, Kossuth, 1969.
- Hungarian foreign policy 1919-1945. Budapest, Akadémiai Kiadó, 1979.
- Uralkodó eszmék Magyarországon 1934–1944, Budapest, Kossuth, 1983.
- A háború és Magyarország 1938–1945, Budapest, Akadémiai Kiadó, 1986.
- Magyarország nemzetközi helyzete és a magyar szellemi élet 1938–1944, Budapest, 1987.
- A történész józansága: Tanulmányok, cikkek, interjúk, Budapest, OSZK, 1994.